# 宜蘭神社
24°44′44″N 121°43′14″E / 24.745492°N 121.720644°E
宜蘭神社是日治時期位在臺灣臺北州宜蘭郡員山庄外員山字員山的神社，位於現今宜蘭縣員山鄉員山公園。

## 主祭神
該神社的社格是縣社，主祀北白川宮能久親王、開拓三神（大國魂命、大己貴命、少彦名命）與天照大神。

## 歷史
宜蘭神社最初於1901年3月7日興建於宜蘭公園內，興建費用約2,770圓，其於1906年6月21日舉行鎮座式，為宜蘭地區最早的神社。當時宜蘭神社土地屬官有地，由官方免費作為神社用地。後因暴風雨導致宜蘭神社拜殿傾倒，而欲將宜蘭神社改建。宜蘭神社改建遷座計畫於1917年12月27日通過，擇址於員山庄外員山，遷座工程於1918年10月17日動工，工程預算為45,000圓，在1919年10月17日舉行鎮座式落成啟用。新的宜蘭神社位於標高30公尺的山丘上，山頂設有1931年建造的宜蘭水道淨水池，神社向東可遙望宜蘭市街和太平洋，後方有宜蘭河環繞。1927年4月18日，宜蘭神社升格被列為縣社。
第二次世界大戰後，原本的神社建築拆建成宜蘭縣忠烈祠。

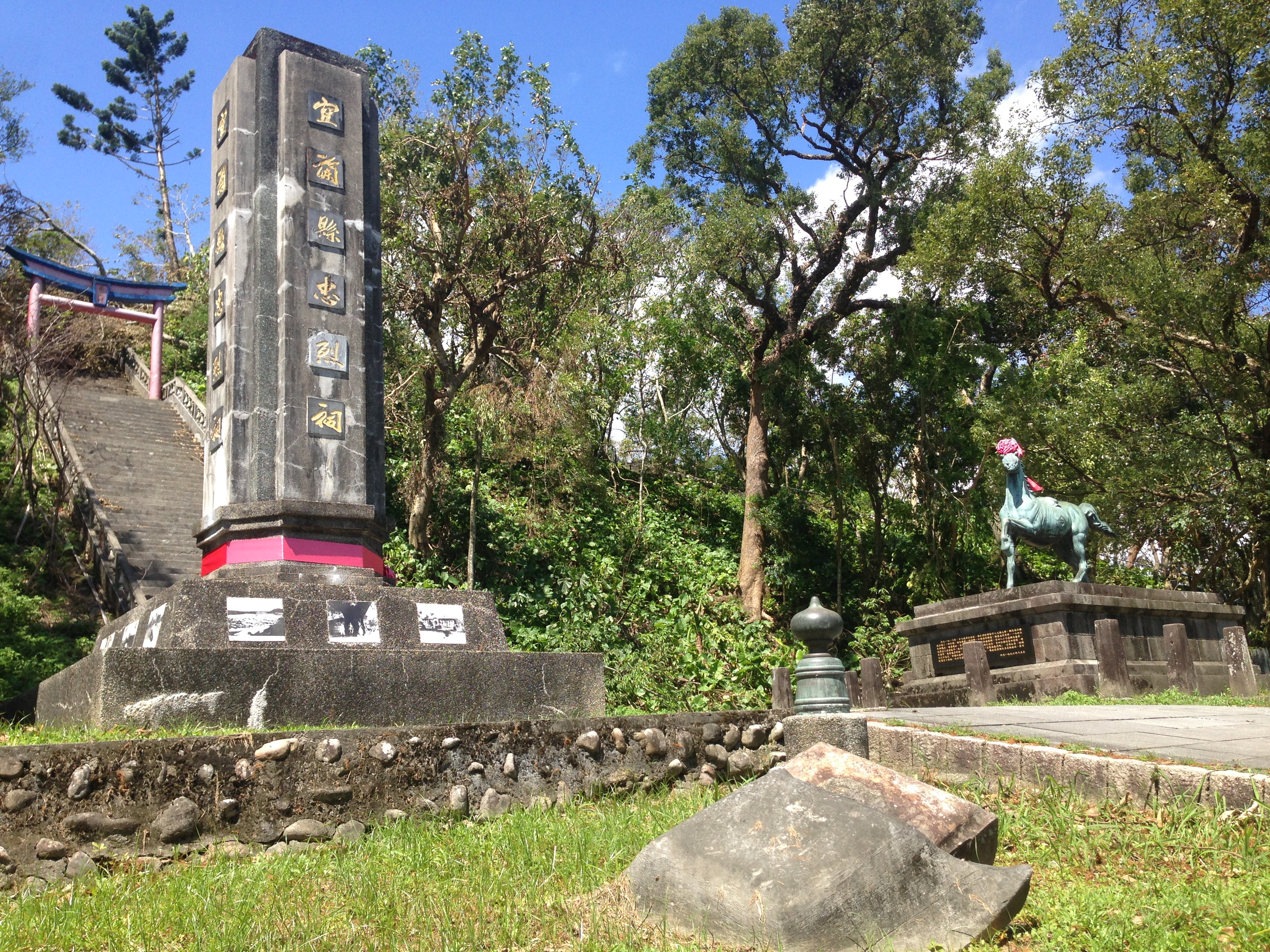
神社遺址
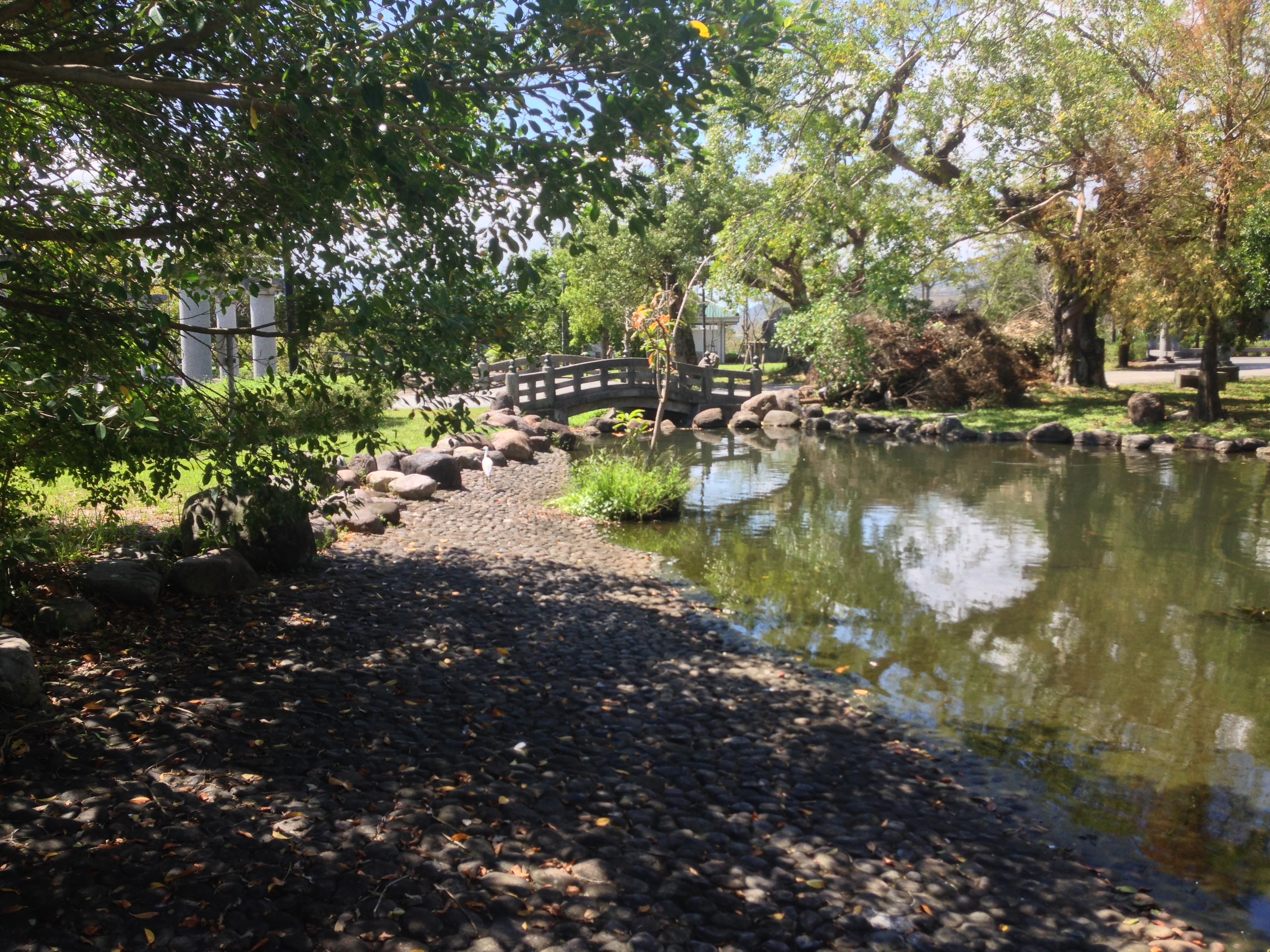
神橋
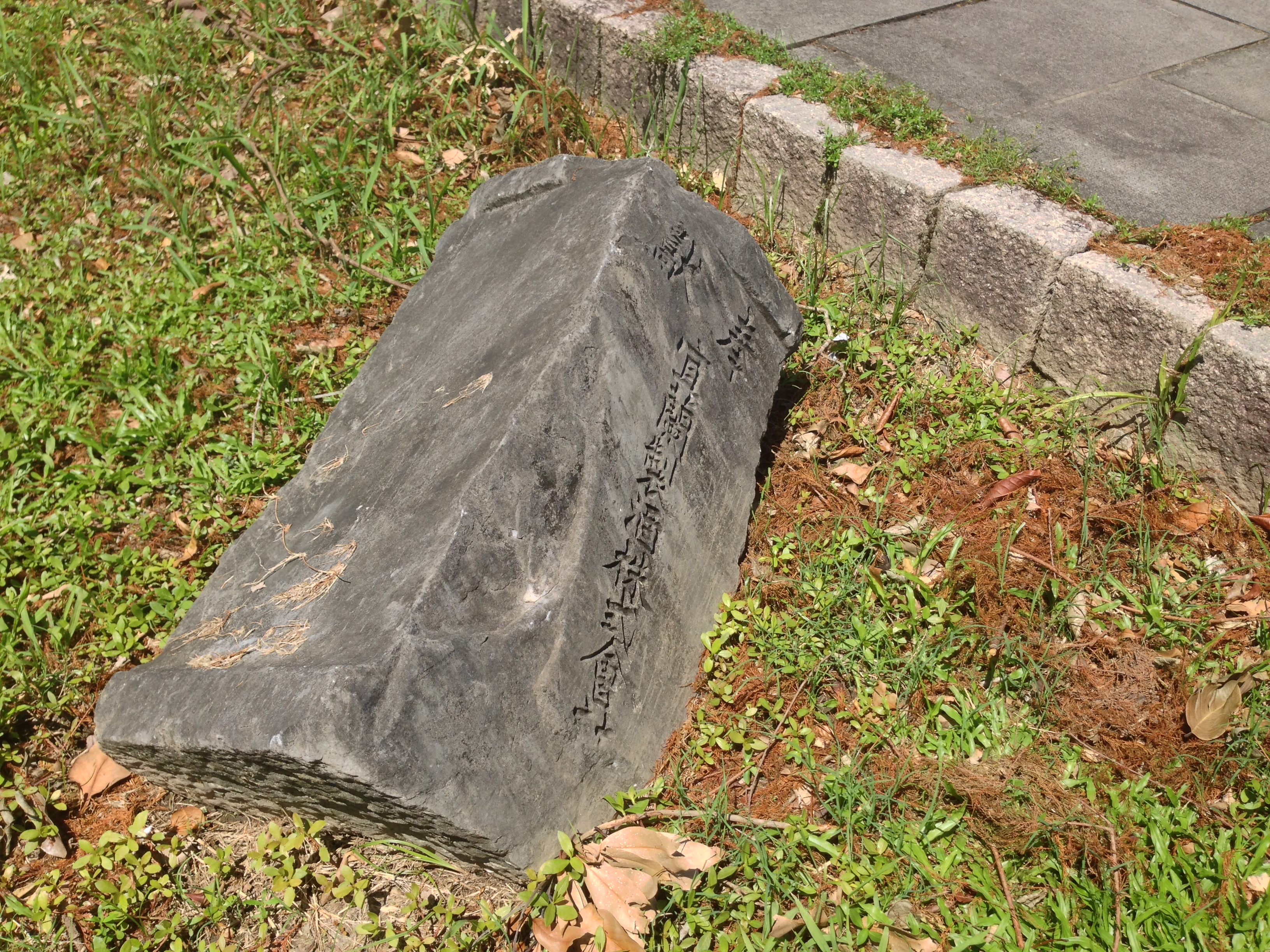
捐款芳名柱
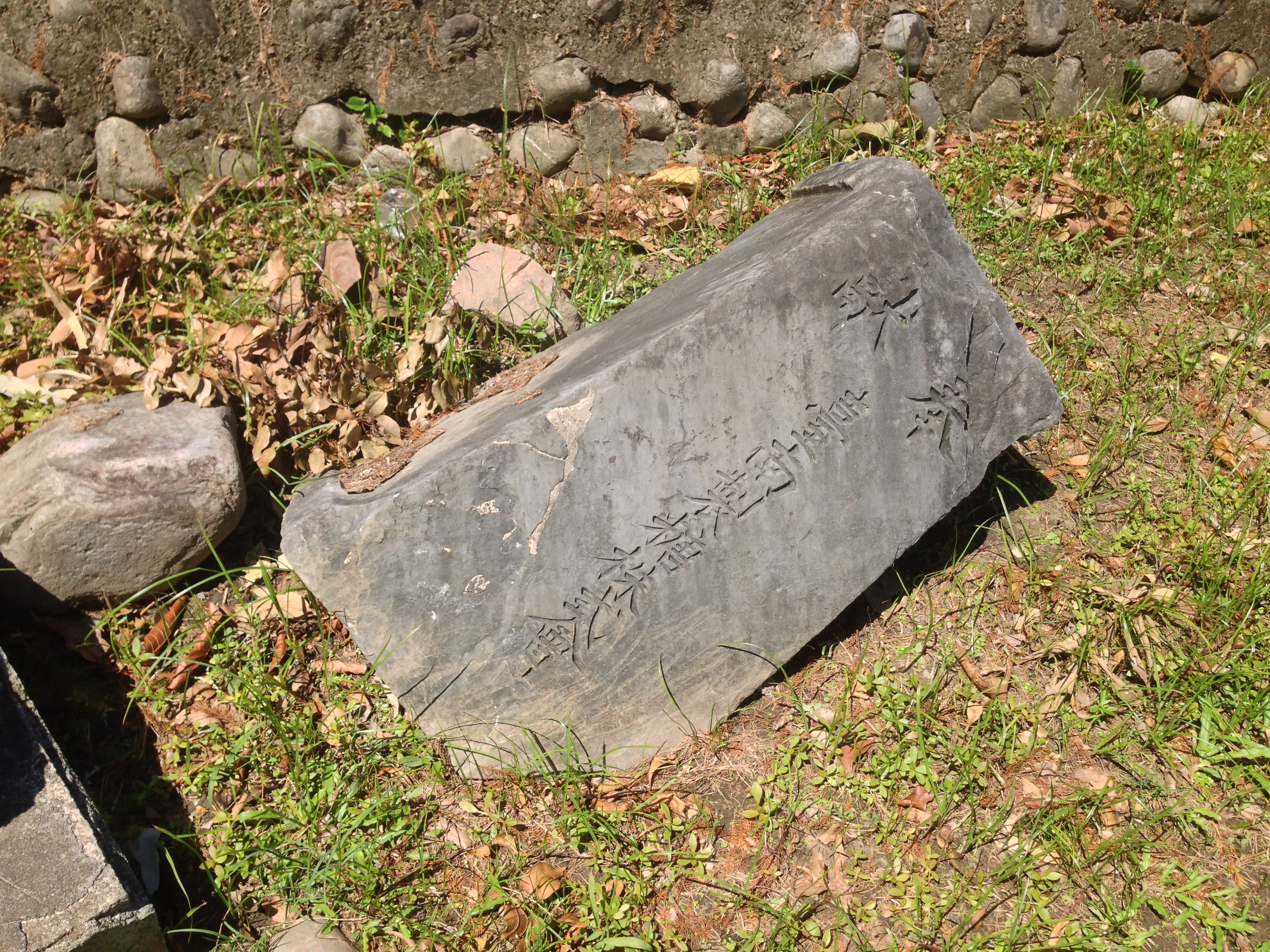
捐款芳名柱
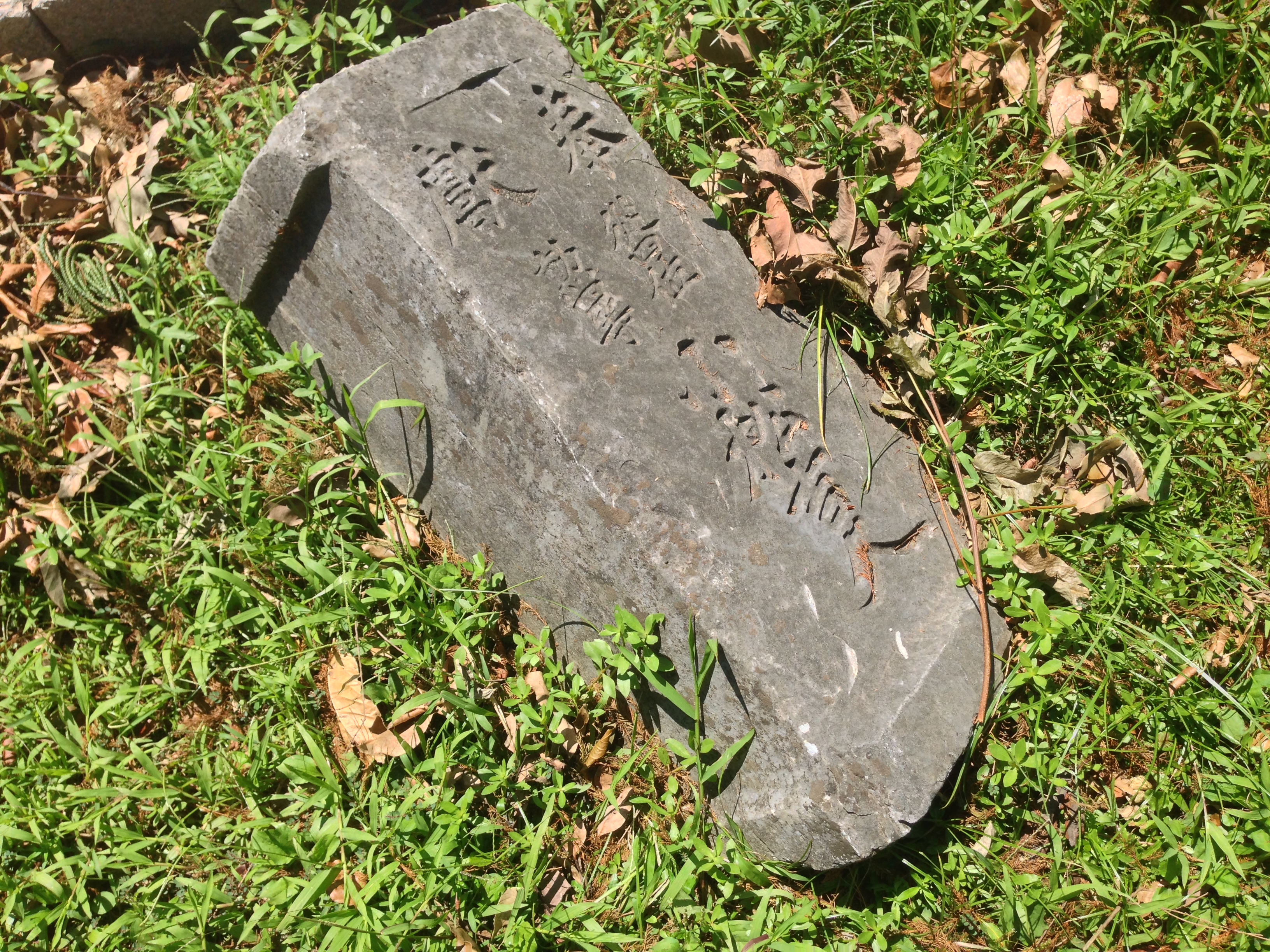
捐款芳名柱